# Sør-Aurdal
Gmina Sør-Aurdal (norw. Sør-Aurdal kommune) – norweska gmina leżąca w regionie Oppland. Jej siedzibą jest miasto Bagn.
Sør-Aurdal jest 92. norweską gminą pod względem powierzchni.

## Demografia
Według danych z roku 2005 gminę zamieszkuje 3265 osób. Gęstość zaludnienia wynosi 2,94 os./km². Pod względem zaludnienia Sør-Aurdal zajmuje 260. miejsce wśród norweskich gmin.
| ludność stan na 1 stycznia 2005 |         |           |       |
|                                 | kobiety | mężczyźni | razem |
| osób                            | 1660    | 1605      | 3265  |
| %                               | 50,84%  | 49,16%    | 100%  |

| wykształcenie stan na 1 października 2004 |        |         |        |        |
|                                           | podst. | średnie | wyższe | niezn. |
| osób                                      | 748    | 1469    | 345    | 45     |
| %                                         | 28,69% | 56,35%  | 13,23% | 1,73%  |

## Edukacja
Według danych z 1 października 2004:
- liczba szkół podstawowych (norw. grunnskolar): 5
- liczba uczniów szkół podst.: 440

## Władze gminy
Według danych na rok 2011 administratorem gminy (norw. rådmann) jest Erland Odden, natomiast burmistrzem (norw. ordfører, d. borgermester) jest Kåre Ragnar Helland.

## Zabytki
Najważniejszym zabytkiem gminy jest kościół słupowy Reinli stavkirke z 1190 roku.